# OCRFeeder
OCRFeeder — программа, предоставляющая графический интерфейс пользователя для систем оптического распознавания символов CuneiForm, Tesseract, GOCR и Ocrad. OCRFeeder является свободно распространяемой программой для операционной системы Linux.

## Функции
- Графические форматы ввода данных: PNG, JPEG, BMP, TIFF, GIF, Portable anymap (PNM, PGM, PBM, PPM) и другие. Импорт PDF-файлов.
- Форматы вывода данных: текстовый файл, ODT, HTML, PDF.
- Обработка изображений для улучшения качества распознавания — фильтры шумов, чёрного цвета и оттенков серого; и другие виды обработок, доступных для Unpaper[3].
- Ручное выделение блоков на странице.
- Проверка орфографии.
- Получение изображений со сканера посредством программы SANE.
- Распознавание нескольких изображений по порядку за один проход (пакетное распознавание).

## Используемые компоненты
- PIL — библиотека Python для работы с изображениями.
- Unpaper — для обработки изображений.
- ReportLab[4] — для импорта PDF-файлов.
- PyGTK и Libgnome — для графического интерфейса.
- PyeEnchant («привязка» Enchant[англ.] для Python) и PyGtkSpell («привязка» GtkSpell для Python) — для проверки орфографии.